# Älskling på vift
Älskling på vift är en svensk film från 1964 i regi av Kåge Gimtell. I rollerna ses bland andra Anna Sundqvist, Karl-Arne Holmsten och Arne Källerud. Filmen var Gimtells långfilmsdebut som regissör.
Filmen spelades in mellan juni och augusti 1964 i Svensk Talfilms ateljéer i Täby, Nybrokajen och Grand Hôtel i Stockholm, Flusterpromenaden och Flustret i Uppsala samt på Mallorca. Förlagan var musikalen Miss Sex av Bertil Norström, vilken hade uruppförts den 8 mars 1961 på Stadsteatern i Linköping. Fotograf under filminspelningen var Hans Dittmer och klippare Ingemar Ejve. Originalmusik komponerades av Gunnar Hoffsten. Filmen premiärvisades den 21 september 1964 på biograferna Skandia och Fanfaren i Stockholm. Den var 99 minuter lång och barntillåten.

## Handling
Mona vinner skönhetstävlingen Miss Sjövika, vilket gör hennes man Putte svartsjuk. Mot slutet försonas de båda.

## Rollista
- Anna Sundqvist – Mona Bergström, Miss Sjövika och Miss FN
- Karl-Arne Holmsten – Knut Hammar, redaktör för Weckobladet
- Arne Källerud – Plåtis, fotograf
- Ove Tjernberg – Gustav "Putte" Bergström, chefsassistent, Monas man
- John Harryson – Monsieur Victor, managern
- Torsten Lilliecrona – direktör Hansson, Puttes chef
- Monica Arinell – Michiko, Miss Japan
- Georg Adelly – Jonsson, pianist
- Hanny Schedin – fru Hansson
- Pekka Langer – Lasse Munter, programledare
- Hagge Geigert – konferencieren i Sjövika
- Victoria Kahn – Lillan, Monas och Puttes dotter

Ej krediterade
- Stellan Agerlo – journalist
- Thor Zackrisson – fotograf
- Jeanette Pizá	– Miss France
- Carmen Chaura	– Miss Spain
- Bo Winberg – gitarrist i gruppen The Spotnicks
- Bob Lander – sångare i gruppen The Spotnicks
- Björn Thelin – gitarrist i gruppen The Spotnicks
- Derek Skinner	– trummis i gruppen The Spotnicks
- Björn Ulvaeus – sångare och gitarrist i gruppen Hootenanny Singers
- Johan Karlberg – gitarrist och sångare i gruppen Hootenanny Singers
- Hansi Schwarz – gitarrist och sångare i gruppen Hootenanny Singers
- Tony Roth	– kontrabasist och sångare i gruppen Hootenanny Singers
- Lars Johansson – radioröst
- Uno Stenholm – nyhetsuppläsare i radio

## DVD
Filmen gavs ut på DVD 2003 och 2007.

### Fotnoter
1. 1 2 3  ”Älskling på vift”. Svensk Filmdatabas. http://sfi.se/sv/svensk-filmdatabas/Item/?itemid=4692&type=MOVIE&iv=Basic&ref=/templates/SwedishFilmSearchResult.aspx?id%3d1225%26epslanguage%3dsv%26searchword%3d%C3%A4lskling+p%C3%A5+vift%26type%3dMovieTitle%26match%3dBegin%26page%3d1%26prom%3dFalse. Läst 3 april 2013.